# Bella Nilsson
Bella Nilsson (Teheran, 15 de desembre de 1969), també coneguda com a Fariba Juliette Jennifer Vancor, originalment Isabella Khatibi Ghabagh Tappeh, és una empresària sueca de la indústria dels residus. Les activitats de la seva empresa Think Pink van portar a ser declarada culpable de greus delictes mediambientals l'any 2025.

## Biografia
Durant la dècada del 1990, Bella Nilsson va treballar com a ballarina de striptease i gerent de club porno. El 1998, va aparèixer al programa Kalla fakta de TV4, on va presentar les activitats del club. El mateix any, va publicar el llibre A Stripper's Confession, en què parla de la seva època a la indústria del porno, però també de com va arribar de l'Iran a Suècia amb 16 anys a mitjans dels anys vuitanta. Quan es va publicar el llibre, ella es deia Isabella Johansson.

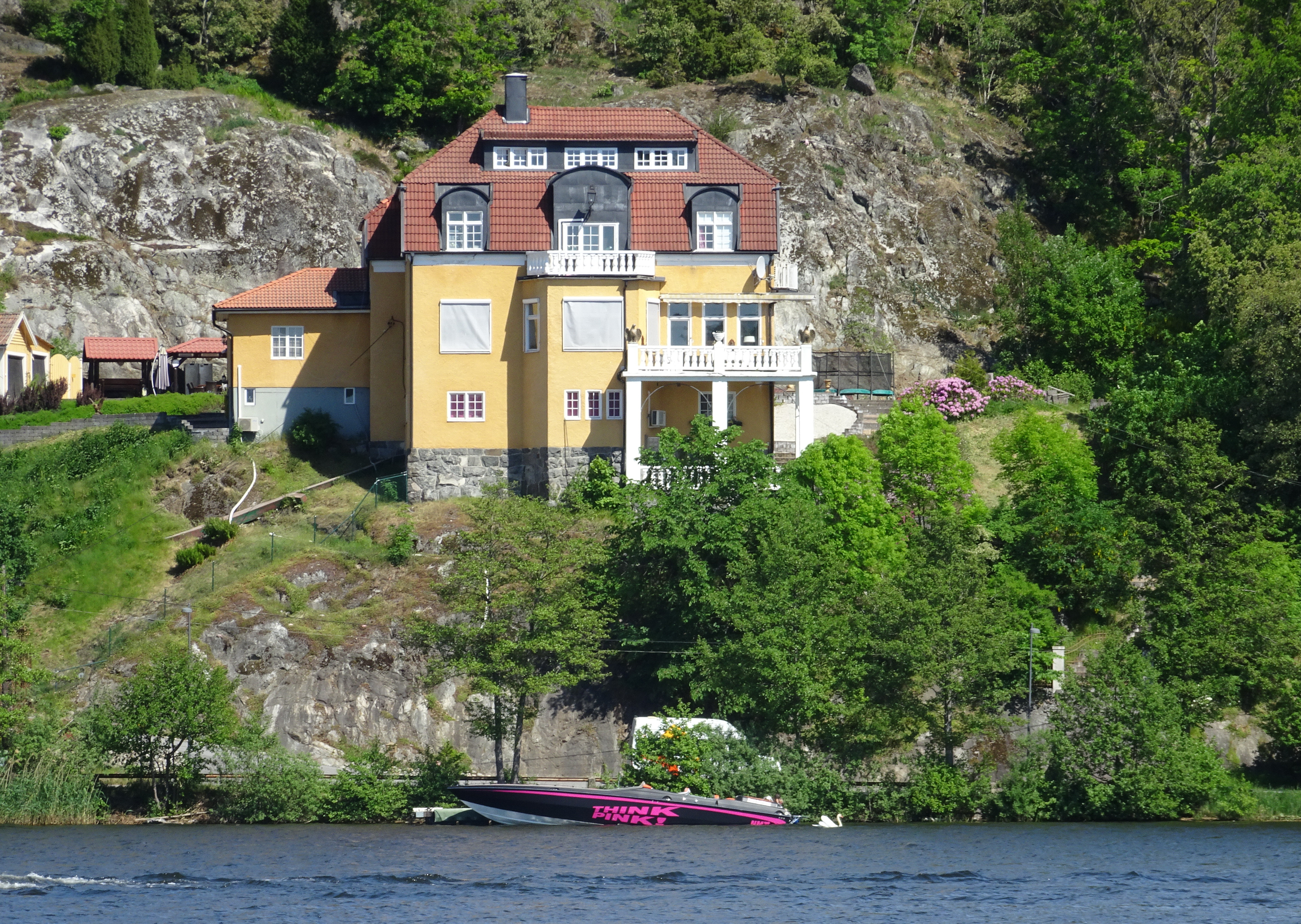
El vaixell de regates de Bella Nilsson sota la vil·la de Tullinge el 2018.

Després de complir una condemna de presó per delictes comptables, Nilsson va decidir canviar de professió. Dins de l'empresa NM Trading & Transport del seu llavors marit Thomas Nilsson, es va fundar NMT Think Pink amb Bella Nilsson com a directora general. L'empresa va operar en la gestió de residus i va aconseguir un gran èxit financer entre el 2017 i el 2019. El 2018, Bella Nilsson va rebre el Premi DI Gasell de Dagens Industri i va ser elogiada pel seu esperit emprenedor. En relació amb la seva feina a la indústria dels residus, es va autoanomenar Queen of trash (Reina de les escombraries), que és un joc de paraules anglès que pot significar tant Queen of Trash com Queen of Garbage (Reina de les escombraries o Reina de les deixalles).

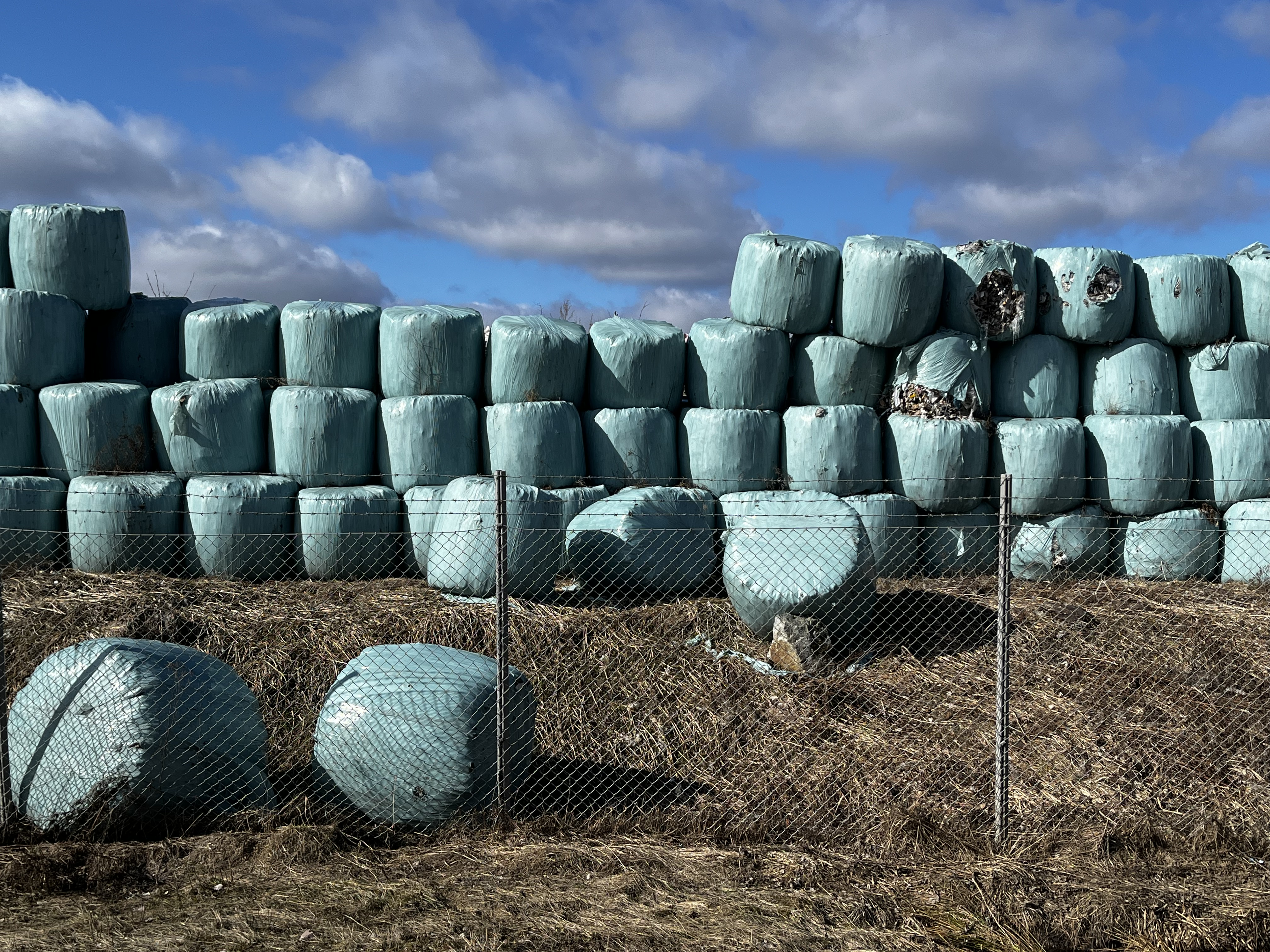
Algunes de les bales d'escombraries recollides a Skultuna, en un dels dipòsits de Think Pink. Fotografia del març de 2024.

El 2020, es van començar a presentar denúncies contra Think Pink. Se sospitava que l'empresa havia abocat il·legalment grans quantitats de residus en un gran nombre de llocs del centre de Suècia des del 2015, inclòs el pou de Kassmyragropen, on aproximadament 75.000 tones de residus van ser abocades. Segons la investigació preliminar, els propietaris de l'empresa de reciclatge varen estar abocant sistemàticament residus i movent-los entre diferents llocs en comptes de reciclar-los. El 2020, l'abocador de Kagghamra va cremar de manera incontrolable durant diversos mesos, i va estendre grans quantitats de fum nociu per a la intempèrie al voltant de Botkyrka. L'abocador de Kassmyra també es va incendiar, es va emetre un missatge important a la població i va caldre un gran esforç per extingir l'incendi.
L'empresa matriu de Think Pink, NMT, va fer fallida el 2020. Les seves operacions s'han transferit a Witch Hunt International AB, propietat de Bella Nilsson i Thomas Nilsson, i on Bella Nilsson és directora general des del 2014. Bella Nilsson va rebre el Premi Johnny Bode el 2025 "per una carrera que, al més pur estil Bode, engloba tant l'erotisme com l'extravagància, així com mètodes empresarials imaginatius, juntament amb un principi sòlid com una roca de no admetre cap dels seus propis defectes".

## Cas penal
Mentre treballava com a gerent d'un club porno, Nilsson va ser condemnada a tres anys i mig de presó el 1998 per frau comptable.
La investigació preliminar contra Think Pink va començar el 2020, i es va dur a terme un escorcoll a casa de Nilsson a l'agost d'aquell any. El 28 de desembre de 2023, Bella Nilsson i deu persones més de Think Pink van ser acusades de participar en delictes mediambientals greus. L'acusació feia referència a 200.000 tones de residus, i la investigació preliminar és a 45.000 pàgines. La investigació preliminar, que va durar tres anys, és una de les més grans d'aquest tipus i fa referència a la gestió de residus en 21 ubicacions a Suècia. El judici va començar el setembre de 2024 i es preveu que duri nou mesos.
El juliol de 2024, Bella Nilsson, Thomas Nilsson i tres persones més de Think Pink van ser acusats de delicte financer, que en aquest cas inclou frau comptable greu, incompliment greu de confiança contra un principal i deshonestedat greu contra els creditors. Durant un escorcoll a la casa de Nilsson el 4 d'abril de 2023, es va trobar la placa de servei del fiscal Jan Tibbling a l'habitatge. Acabava de deixar el seu càrrec de fiscal en cap de l'Agència Sueca de Delictes Econòmics, però durant la seva estada a l'agència, van investigar Nilsson, entre altres coses, per blanqueig de capitals, una investigació que es va tancar, per una decisió que no va ser presa pel mateix Tibling. Tibbling és ara l'advocat de Nilsson en el cas de delicte mediambiental.
El 17 de juny de 2025, el Tribunal de Districte de Södertörn va emetre un veredicte contra Bella Nilsson i nou persones més darrere de Think Pink. Va ser condemnada a sis anys de presó per 19 delictes greus contra el medi ambient.

## Canvis de nom
Durant el període 1991–2024, Nilsson ha canviat el seu nom nou vegades i el seu cognom set vegades.

### Canvis de nom
- 1991: Isabella Fariba
- 2005-10-18: Bella, Natalie
- 2021-03-17: Bella, Fariba
- 2021-06-01: Bella Natalie
- 2021-09-20: Isabella Devina
- 2022-04-14: Angelina, Juliette, Jennifer
- 2022-04-17: Angelina, Juliet, Jennifer
- 2022-04-17: Angelina, Juliette, Jennifer
- 2023-03-25: Fariba, Juliette, Jennifer

### Canvis de cognom
- 1991: Johansson
- 18-07-1998: Vagabund
- 07-10-1998: Khatibi Ghabagh Tabeh
- 2000-05-09: Vagabund
- 2000-05-18: Vancor
- 2011-07-18: Nilsson
- 2021-11-16: Vancor